# Saut en hauteur masculin aux championnats du monde d'athlétisme 2007
Navigation
Helsinki 2005 Berlin 2009
L'épreuve de saut en hauteur masculin des championnats du monde de 2007 s'est déroulée les 27 et 29 août 2007 dans le stade Nagai d'Osaka, au Japon pour la deuxième fois (après la 3e édition de 1991 à Tokyo).
Elle est remportée par le Bahaméen Donald Thomas (photographie).

## Records et performances

### Records
Les records de saut en hauteur hommes (mondial, des championnats et par continent) avant cette compétition de 2007 étaient les suivants.
| Record                    | Athlète          | Pays           | Résultat | Lieu       | Date            |
| ------------------------- | ---------------- | -------------- | -------- | ---------- | --------------- |
| Record du monde           | Javier Sotomayor | Cuba           | 2,45 m   | Salamanque | 27 juillet 1993 |
| Record des championnats   | Javier Sotomayor | Cuba           | 2,40 m   | Stuttgart  | 22 août 1993    |
| Record d'Afrique          | Jacques Freitag  | Afrique du Sud | 2,38 m   | Oudtshoorn | 5 mars 2005     |
| Record d'Asie             | Zhu Jianhua      | Chine          | 2,39 m   | Eberstadt  | 10 juin 1984    |
| Record d'Amérique du Nord | Javier Sotomayor | Cuba           | 2,45 m   | Salamanque | 27 juillet 1993 |
| Record d'Amérique du Sud  | Gilmar Mayo      | Colombie       | 2,33 m   | Pereira    | 17 octobre 1994 |
| Record d'Europe           | Patrik Sjöberg   | Suède          | 2,42 m   | Stockholm  | 30 juin 1987    |
| Record d'Océanie          | Tim Forsyth      | Australie      | 2,36 m   | Melbourne  | 2 mars 1997     |

### Meilleures performances de l'année 2007
|   | Athlète          | Pays       | Résultat | Lieu              | Date           |
| - | ---------------- | ---------- | -------- | ----------------- | -------------- |
| 1 | Donald Thomas    | Bahamas    | 2,35 m   | Salamanque        | 4 juillet 2007 |
| 1 | Stefan Holm      | Suède      | 2,35 m   | Stockholm         | 7 août 2007    |
| 3 | Eike Onnen       | Allemagne  | 2,34 m   | Garbsen           | 20 mai 2007    |
| 4 | Andrey Tereshin  | Russie     | 2,34 m   | Varsovie          | 17 juin 2007   |
| 4 | Yaroslav Rybakov | Russie     | 2,34 m   | Varsovie          | 17 juin 2007   |
| 6 | Jesse Williams   | États-Unis | 2,33 m   | Los Angeles       | 24 mars 2007   |
| 6 | Scott Sellers    | États-Unis | 2,33 m   | Lincoln           | 13 mai 2007    |
| 6 | Victor Moya      | Cuba       | 2,33 m   | Alcalá de Henares | 7 juillet 2007 |
| 9 | Kyriakos Ioannou | Chypre     | 2,32 m   | Belgrade          | 29 mai 2007    |

### Finale
| Rang               | Athlète           | Pays        | Essais | Essais | Essais | Essais | Essais | Essais | Essais | Marque | Notes    |
| Rang               | Athlète           | Pays        | 2,16 m | 2,21 m | 2,26 m | 2,30 m | 2,33 m | 2,35 m | 2,37 m | Marque | Notes    |
| ------------------ | ----------------- | ----------- | ------ | ------ | ------ | ------ | ------ | ------ | ------ | ------ | -------- |
| Médaille d'or      | Donald Thomas     | Bahamas     | —      | xo     | xo     | o      | xxo    | o      | xxx    | 2,35 m | =WL, =PB |
| Médaille d'argent  | Yaroslav Rybakov  | Russie      | —      | o      | o      | o      | o      | xo     | xxx    | 2,35 m | =WL, PB  |
| Médaille de bronze | Kyriakos Ioannou  | Chypre      | o      | o      | o      | xo     | xo     | xo     | xxx    | 2,35 m | =WL, NR  |
| 4                  | Stefan Holm       | Suède       | —      | o      | o      | o      | o      | xxx    |        | 2,33 m |          |
| 5                  | Tomáš Janků       | Tchéquie    | o      | o      | o      | o      | xxx    |        |        | 2,30 m | SB       |
| 5                  | Víctor Moya       | Cuba        | o      | o      | o      | o      | xxx    |        |        | 2,30 m |          |
| 7                  | Eike Onnen        | Allemagne   | o      | —      | o      | x-     | xx     |        |        | 2,26 m |          |
| 8                  | Jaroslav Bába     | Tchéquie    | o      | o      | xo     | xxx    |        |        |        | 2,26 m |          |
| 9                  | Kabelo Kgosiemang | Botswana    | xo     | o      | xxo    | xxx    |        |        |        | 2,26 m |          |
| 10                 | Tom Parsons       | Royaume-Uni | o      | xxo    | xxo    | xxx    |        |        |        | 2,26 m |          |
| 11                 | Michal Bieniek    | Pologne     | o      | o      | xxx    |        |        |        |        | 2,21 m |          |
| 11                 | Andrey Silnov     | Russie      | —      | o      | xxx    |        |        |        |        | 2,21 m |          |
| 13                 | Jessé de Lima     | Brésil      | xo     | o      | xxx    |        |        |        |        | 2,21 m |          |
| 14                 | Martyn Bernard    | Royaume-Uni | —      | xxo    | —      | —      | x-     | xx     |        | 2,21 m |          |
| 15                 | Linus Thörnblad   | Suède       | o      | xxx    |        |        |        |        |        | 2,16 m |          |

### Qualifications
Pour se qualifier en finale, il fallait atteindre 2,29 mètres (ou faire partie des 12 meilleurs sauteurs).
En raison d'une place ex æquo ils seront finalement quinze à se qualifier.
| Rang | Athlète                 | Nationalité        | 2,14 m | 2,19 m | 2,23 m | 2,26 m | 2,29 m | Résultat | Note |
| ---- | ----------------------- | ------------------ | ------ | ------ | ------ | ------ | ------ | -------- | ---- |
| 1    | Linus Thörnblad         | Suède              | —      | o      | o      | o      | o      | 2,29 m   | Q,SB |
| 2    | Andrey Silnov           | Russie             | o      | o      | xo     | o      | o      | 2,29 m   | Q,SB |
| 2    | Eike Onnen              | Allemagne          | o      | o      | o      | xo     | o      | 2,29 m   | Q    |
| 4    | Tomáš Janků             | Tchéquie           | xo     | o      | xo     | o      | o      | 2,29 m   | Q    |
| 5    | Stefan Holm             | Suède              | —      | o      | o      | o      | xo     | 2,29 m   | Q    |
| 5    | Yaroslav Rybakov        | Russie             | —      | o      | o      | o      | xo     | 2,29 m   | Q    |
| 7    | Victor Moya             | Cuba               | —      | o      | o      | xo     | xo     | 2,29 m   | Q    |
| 7    | Jaroslav Baba           | Tchéquie           | o      | o      | xo     | o      | xo     | 2,29 m   | Q,SB |
| 9    | Martyn Bernard          | Royaume-Uni        | o      | o      | xo     | xo     | xo     | 2,29 m   | Q,PB |
| 10   | Donald Thomas           | Bahamas            | —      | o      | o      | o      | xxo    | 2,29 m   | Q    |
| 10   | Jessé de Lima           | Brésil             | o      | o      | o      | o      | xxo    | 2,29 m   | Q,SB |
| 12   | Kabelo Kgosiemang       | Botswana           | o      | o      | o      | xo     | xxo    | 2,29 m   | Q,SB |
| 12   | Tom Parsons             | Royaume-Uni        | o      | o      | xo     | o      | xxo    | 2,29 m   | Q,PB |
| 14   | Michal Bieniek          | Pologne            | o      | o      | xo     | xo     | xxo    | 2,29 m   | Q    |
| 14   | Kyriakos Ioannou        | Chypre             | o      | xo     | o      | xo     | xxo    | 2,29 m   | Q    |
| 16   | Jamie Nieto             | États-Unis         | —      | o      | o      | o      | xxx    | 2,26 m   |      |
| 16   | Nicola Ciotti           | Italie             | o      | o      | o      | o      | xxx    | 2,26 m   |      |
| 16   | Andrea Bettinelli       | Italie             | o      | o      | o      | o      | xxx    | 2,26 m   |      |
| 19   | Rožle Prezelj           | Slovénie           | o      | o      | o      | xxo    | xxx    | 2,26 m   |      |
| 19   | Svatoslav Ton           | Tchéquie           | o      | o      | o      | xxo    | xxx    | 2,26 m   |      |
| 21   | Oskari Frösén           | Finlande           | —      | xo     | o      | xxo    | xxx    | 2,26 m   |      |
| 21   | Yuriy Krimarenko        | Ukraine            | o      | xo     | o      | xxo    | xxx    | 2,26 m   |      |
| 23   | Peter Horak             | Slovaquie          | o      | o      | o      | xxx    |        | 2,23 m   |      |
| 24   | Andrey Tereshin         | Russie             | o      | xo     | o      | xxx    |        | 2,23 m   |      |
| 25   | Dmytro Dem'yanyuk       | Ukraine            | xxo    | o      | o      | xxx    |        | 2,23 m   |      |
| 26   | Jesse Williams          | États-Unis         | o      | o      | xo     | xxx    |        | 2,23 m   |      |
| 27   | Niki Palli              | Israël             | o      | o      | xxx    |        |        | 2,19 m   |      |
| 27   | Germaine Mason          | Royaume-Uni        | —      | o      | xxx    |        |        | 2,19 m   |      |
| 27   | Aleksander Walerianczyk | Pologne            | o      | o      | xxx    |        |        | 2,19 m   |      |
| 30   | Naoyuki Daigo           | Japon              | xxo    | o      | xxx    |        |        | 2,19 m   |      |
| 31   | Huang Haiqiang          | Chine              | o      | xo     | xxx    |        |        | 2,19 m   |      |
| 31   | Dragutin Topic          | Serbie             | o      | xo     | x-     | xx     |        | 2,19 m   |      |
| 31   | Gerardo Martinez        | Mexique            | o      | xo     | xxx    |        |        | 2,19 m   |      |
| 34   | Jim Dilling             | États-Unis         | o      | xxo    | xxx    |        |        | 2,19 m   |      |
| 35   | Sergey Zasimovich       | Kazakhstan         | xo     | xxo    | xxx    |        |        | 2,19 m   |      |
| 36   | Javier Bermejo          | Espagne            | o      | xxx    |        |        |        | 2,14 m   |      |
| 36   | Abderrahmane Hammad     | Algérie            | o      | xxx    |        |        |        | 2,14 m   |      |
| 38   | James Grayman           | Antigua-et-Barbuda | xxo    | xxx    |        |        |        | 2,14 m   |      |
| 39   | William Woodcock        | Seychelles         | xxx    |        |        |        |        | NM       |      |

## Légende
Records et Performances
- AR : Record continental (area record)
- CR : Record des championnats (championship record)
- MR : Record du meeting (meet record)
- NR : Record national (national record)
- OR : Record olympique (olympic record)
- PR : Record paralympique (paralympic record)
- PB : Record personnel (personal best)
- SB : Meilleure performance personnelle de la saison (season's best)
- WL : Meilleure performance mondiale de l'année (world leader)
- WJR : Record du monde junior (world junior record)
- WR : Record du monde (world record)

Circonstances et Conditions
- DNF : N'a pas terminé (did not finish)
- DNS : N'a pas pris le départ (did not start)
- DQ : Disqualification (disqualification)
- NM : Aucun essai valable enregistré (No Mark)
- Q : Qualifié « directement » au prochain tour (ou à la prochaine compétition), lors d'une compétition majeure, grâce au classement ou à la réalisation des minima (automatic qualifier)
- q : Qualifié au prochain tour (ou à la prochaine compétition), lors d'une compétition majeure, grâce au repêchage ou à la réalisation de l'une des meilleures performances parmi celles des « non qualifiés directement » (grâce au meilleur temps ou à la meilleure distance par exemple) (secondary qualifier)